# Galicia de Aragua
Galicia de Aragua fue un club de fútbol venezolano, fundado en 1960 como Deportivo Galicia, en la ciudad de Caracas. En el 2002 se trasladada a la ciudad de Maracay, en el estado de Aragua, cuando su nombre es cambiado por Galicia de Aragua. Ese mismo año desciende a segunda división, siendo posteriormente sustituido por el Aragua Fútbol Club.
Los colores blanco y azul del Deportivo Galicia tuvieron su época dorada durante los años 1960 y 1970 en el fútbol venezolano, o sea durante el llamado fútbol de colonias en Venezuela. Poco antes de su desaparición, el nuevo cuadro aragüeño cambia sus colores blanco y azul por el amarillo y rojo en su uniforme.

## Historia
Los gallegos, quienes conforman una población importante en toda Venezuela, decidieron formar su equipo a principios de los años 1960 y para 1963 se estrenaron en el Campeonato Profesional. En su primer juego, derrotaron 3-1 al Tiquire Flores de la ciudad de Maracay y al final del certamen ocuparon el cuarto lugar.
El Galicia con su camiseta blanca y sus rayas azules se alzó con cuatro campeonatos en las temporadas de 1964, 1969, 1970 y 1974, pero también colecciona los subtítulos de 1966, 1967, 1972, 1975, 1978 y 1979. A escala internacional es el único equipo venezolano que cuenta con un título: la Copa Simón Bolívar de 1971.
El Deportivo Galicia jugaba todos sus encuentros como local en el estadio Olímpico de la Universidad Central de Venezuela en Caracas. Sus aficionados eran españoles o descendientes de estos, principalmente de la región gallega, y era común la rivalidad con los «amarillos» del Unión Deportiva Canarias, los «rojiverdes» del Club Deportivo Portugués y los «azules» del Deportivo Italia.
Ya a finales de los años 1970, la oncena gallega se consolidó como uno de los mejores equipos caraqueños y su principal rival era el Portuguesa FC, conjunto con sede en la ciudad de Acarigua que era una de las instituciones de mayor poder económico para la época en el fútbol venezolano.

### Años de gloria
Los «gallegos» lograron su primer trofeo en la temporada de 1964, luego de vencer en la serie final al Tiquire Flores con un triunfo de 2-0 en la ida y empate (2-2) en la vuelta. Luego, en 1969 y durante una última jornada electrizante, el Galicia superó al Aragua FC (1-2) en Maracay para acumular 41 puntos y ser el campeón por encima del Valencia FC (40) y el Deportivo Italia (40). Para 1970 superó en la final al Deportivo Italia, con una victoria de 1-0 y un empate 0-0 bastó para asegurar su tercera conquista. Finalmente, se tituló en 1974 cuando derrotó en la final al Portuguesa FC gracias a un empate 1-1 en Acarigua y una victoria 1-0 en Caracas.
El Deportivo Galicia ganó la segunda edición del torneo Copa Simón Bolívar en 1971 (torneo internacional), la cual se terminó disputando en 1973 por problemas legales en la Federación Venezolana de Fútbol. Los gallegos perdieron en casa ante el Atlético Nacional de Medellín por 1-0, pero se desquitaron en tierra colombiana por idéntico marcador.
Era necesario un juego de desempate. El escenario acordado por ambos elencos fue el estadio Olímpico de la UCV en Caracas, donde el encuentro culminó 2-2 en el tiempo reglamentario y en la definición desde los tiros penales los «gallegos» ganaron 3-2.
Dentro de la Copa Libertadores de América, los «gallegos» inscribieron su nombre en nueve torneos y nunca pudieron superar la primera ronda. Entre sus triunfos más importantes vale la pena mencionar la goleada (4-0) frente a El Nacional (Ecuador) en 1975, ante el Universitario de Deportes (Perú, 2-0, 1967), Náutico (Brasil, 2-1, 1968) e Internacional de Porto Alegre (Brasil, 2-1, 1980).

### Años duros y desaparición
El Deportivo Galicia fue el mejor de los «equipos españoles» en Venezuela debido a su triunfo internacional en la Copa Simón Bolívar, a sus victorias esporádicas pero resonantes dentro de la Copa Libertadores de América y a sus cuatro trofeos en el Campeonato Profesional. Además, siempre contó con una afición que les dio un espaldarazo durante los años 1960 y 1970, la época de gloria del cuadro gallego.
Sin embargo, la luz del Galicia se fue apagando poco a poco. Los resultados positivos no le acompañaron desde la década de 1980, la afición dejó de sentir afinidad por los colores azul y blanco y los problemas económicos empezaron a tocar la puerta en las oficinas de Maripérez (barrio donde está la sede social del equipo).
Para el torneo Clausura 2002, con el patrocinio del gobierno regional, la oncena gallega capitalina se muda a la ciudad de Maracay, estado Aragua y asume como sede el estadio Giuseppe Antonelli. Bajo el mando del uruguayo Carlos María Ravel, el nuevo cuadro aragüeño cambia sus colores blanco y azul por el amarillo y rojo en su uniforme y disputa con muy fortuna el torneo.
Sin embargo su última participación en primera división fue en la campaña de 2001-02, cuando ocuparon el penúltimo lugar por encima del Portuguesa y ambos se fueron a la Segunda División. Terminada la temporada el club cambia de nombre y se constituye el Aragua Fútbol Club.

## Palmarés

### Torneos nacionales
- Primera División de Venezuela (4): 1964, 1969, 1970 y 1974.
- Copa Venezuela (5): 1966, 1967, 1969 , 1979 y 1981.
- Segunda División de Venezuela (3): 1987/88, 1991/92 y 2000/01.
- Torneo Aspirantes (2): 1999/00, 2004/05.

### Torneos internacionales
- Copa Simón Bolívar (1): 1971

### Torneos amistosos
- Copa Almirante Brion (2): 1980, 1982.